# Prävalenzfehler
Als Prävalenzfehler bezeichnet man den Fehler, der entsteht, wenn die Bestimmung der bedingten Wahrscheinlichkeit einer statistischen Variable A unter einer Bedingung B ohne Rücksicht auf die Prävalenz oder A-priori-Wahrscheinlichkeit von A vorgenommen wird. Die Prävalenz bezeichnet die Verteilung von A über die in Frage stehende Grundgesamtheit und wird auch als Basisrate bezeichnet. Der Prävalenzfehler wird daher auch als Basisratenfehler, als Basisratenmissachtung oder als Base Rate Fallacy bezeichnet. Für A und B kommen Ereignisse, aber auch Eigenschaften in Frage, der Fehler ist ein allgemeines Phänomen bei der Interpretation von statistischer Korrelation.

## Beispiele
Dieser Sachverhalt ist besonders gut durch Beispiele aufzuzeigen.

### Beispiel 1
Wenn gefragt wird, ob eine zurückhaltende und schüchterne Person eher den Beruf eines Bibliothekars oder eines Verkäufers ausübt, antworten die meisten Menschen Bibliothekar. Da es aber sehr viel mehr Verkäufer als Bibliothekare gibt, üben auch unter den als schüchtern beurteilten Personen tatsächlich mehr Personen den Beruf des Verkäufers aus als den des Bibliothekars.

Auch der Verknüpfungs-Fehlschluss beruht darauf, dass Unterschiede in der Wahrscheinlichkeitsverteilung nicht berücksichtigt werden.

### Beispiel 2

Stichprobe (links) und Gesamtbild (rechts)

Die dargestellte Stichprobe ergab, dass in einem Krankenhaus mehr gegen COVID-19 geimpfte Personen behandelt werden mussten als Ungeimpfte. Dennoch wäre es ein Fehlschluss, anzunehmen, dass die Impfung zu einem höheren Risiko führt, entsprechend schwer an COVID-19 zu erkranken. Die Gesamtdarstellung zeigt, dass dieses Risiko aufgrund der sehr viel höheren Zahl von geimpften Personen in der Bevölkerung tatsächlich deutlich geringer ist.
Werden bei einer Risikoabschätzung die Verhältnisse in Bezug auf die Grundgesamtheit nicht berücksichtigt, spricht man von einem Prävalenzfehler.

### Beispiel 3
Die meisten Toten bei einem Verkehrsunfall sind angeschnallt und nüchtern (< 0,5 Promille). Vernachlässigt man, dass mehr als 90 Prozent aller Autofahrer angeschnallt und nüchtern sind, käme man zum Schluss, dass es besser ist, betrunken zu fahren und sich nicht anzuschnallen, will man überleben.

## Rechenbeispiel
In Anlehnung an Lindsey/Hertwig/Gigerenzer.
Die Vermutung, dass durch einen DNA-Test zweifelsfrei eine Person anhand von Spuren identifiziert werden kann, beruht auf zwei Prävalenzfehlern.

### Annahmen
Bei einem Verbrechen wird eine DNA-Spur am Opfer gefunden. Es liegen nur wenige weitere Hinweise vor:
1. 10 Millionen Personen kommen prinzipiell als Urheber der Spur in Frage. Die Wahrscheinlichkeit, dass eine zufällig aus dieser Gesamtheit herausgegriffene Person der Urheber ist, ist {\displaystyle P(U)={1}/{10^{7}}}.
2. Bei einer natürlichen Zufallsstreuung des DNA-Profils weisen ungefähr 10 der 10 Millionen in Frage kommenden Personen einen genetischen Fingerabdruck auf, der mit dem DNA-Profil der Spur am Opfer identisch ist, dieses bestimmte DNA-Profil hat also eine Prävalenz von {\displaystyle P(D)={1}/{10^{6}}}.
3. Der verwendete DNA-Test soll keine falsch negativen Ergebnisse produzieren. Wenn eine Person das DNA-Profil der Spur aufweist, so stellt der Test auch eine Übereinstimmung fest. Sei {\displaystyle P(A|B)} die bedingte Wahrscheinlichkeit von {\displaystyle A} unter der Bedingung {\displaystyle B}, so ist {\displaystyle P(T|D)=1}, das heißt, unter der Bedingung, dass das DNA-Profil vorliegt, ist der Test positiv.
4. Aber auch bei Personen, die dieses DNA-Profil nicht aufweisen, wird aufgrund einer kleinen, aber unvermeidlichen Testungenauigkeit von {\displaystyle P(T|{\overline {D}})={1}/{10^{5}}} (das ist eine Prävalenz von 1 in 100.000) trotzdem eine falsch positive Übereinstimmung festgestellt.

Wie ist es zu bewerten, wenn im Rahmen einer DNA-Rasterfahndung eine zufällig aus den 10 Millionen herausgegriffene Person positiv getestet wird?

### Folgen
- Der Test liefert, wenn alle 10 Millionen Personen getestet werden, in durchschnittlich 100 Fällen ein falsch positives Ergebnis. Dies ergibt sich aus der bedingten Wahrscheinlichkeit bzw. dem Multiplikationssatz der Wahrscheinlichkeitstheorie:

| {\displaystyle P(T\cap {\overline {D}})=P({\overline {D}})\cdot P(T\|{\overline {D}})=(1-P(D))\cdot P(T\|{\overline {D}})=0{,}00000999999} {\displaystyle 10\,000\,000\cdot P(T\cap {\overline {D}})\approx 100} |

- Von den 10 Millionen Personen würden bei einer DNA-Rasterfahndung insgesamt 110 positiv getestet. Die Prävalenz für den positiven Test {\displaystyle P(T)={110}/{10^{7}}=11\cdot {1}/{10^{6}}} ist somit größer als die Prävalenz des DNA-Profils {\displaystyle P(D)={1}/{10^{6}}}.

- Aber das Ergebnis wäre nur in rund einem Elftel der Fälle korrekt. Obwohl die Wahrscheinlichkeit, dass der genetische Fingerabdruck einen positiven Test zur Folge hat, {\displaystyle P(T|D)}, sogar 1 beträgt, ist die Wahrscheinlichkeit, dass hinter einem positiven Test auch das DNA-Profil steht ({\displaystyle P(D|T)}) nach dem Satz von Bayes und den berechneten relativen Häufigkeiten {\displaystyle P(D|T)={\tfrac {P(T|D)\cdot P(D)}{P(T)}}=1/11}. Wird also angenommen, dass ein positiver Test an einer zufällig ausgewählten Person eine gute Vorhersage für eine Übereinstimmung mit dem DNA-Profil der Spur ist, wird ein erster Prävalenzfehler begangen, bei dem {\displaystyle P(T|D)} und {\displaystyle P(D|T)} verwechselt wurden.

- Der Urheber der Spur ist einer der 10 Träger des DNA-Profils. Es gilt also {\displaystyle P(D|U)={1}}, aber zugleich {\displaystyle P(U|D)=1/10}. Obwohl der Urheber der Spur mit Sicherheit das DNA-Profil aufweist und er also mit Sicherheit positiv getestet würde, ist unter den gegebenen Voraussetzungen die Wahrscheinlichkeit, dass ein beliebiger positiver Testfall den Urheber bezeichnet, recht klein: Von 110 positiven Testfällen haben nur 10 das DNA-Profil {\displaystyle P(D|T)=1/11}, und von diesen ist nur einer der Urheber:

| {\displaystyle P(U\|T)=P(D\|T)\cdot P(U\|D)=1/110=0{,}00{\overline {90}}=0{,}{\overline {90}}\,\%}. |

- Im Vergleich dazu ist die Wahrscheinlichkeit, dass eine zufällig positiv getestete Person nicht Urheber der Spur ist, sehr groß: Von 110 Testfällen sind 100 nicht Träger des Profils und 9 Träger, aber nicht die Urheber:

| {\displaystyle P({\overline {U}}\|T)=P({\overline {D}}\|T)+{\tfrac {P({\overline {U}}\|D)\cdot P(D)}{P(T)}}=0{,}9{\overline {90}}=99{,}{\overline {09}}\,\%}. |

### Auswertung
Wird also behauptet, dass einer Person, die ohne Anfangsverdacht positiv getestet wurde, sicher auch der Urheber der DNA-Spur wäre, so liegt ein doppelter Prävalenzfehler vor, weil sowohl die Prävalenz des DNA-Profils als auch die des Markers, der zu positiven Testergebnissen führt, übersehen werden. Es werden also {\displaystyle P(U|T)} und {\displaystyle P(T|U)} miteinander verwechselt. Obwohl es nahezu sicher ist, dass der Urheber der Spur positiv getestet wird, ist es unwahrscheinlich, dass ein beliebiger positiver Testfall der Urheber ist. Durch die Vertauschung werden die hohen Wahrscheinlichkeiten von  {\displaystyle P(T|{\overline {U}})} und {\displaystyle P(T|{\overline {D}})} unterschlagen.
Der DNA-Test ist im Beispiel ungeeignet, eine ansonsten unverdächtige Person zu belasten. Liegt bereits eine Verdächtigung aufgrund anderer, von der Spur unabhängiger Umstände vor, so kann der Test aber den Verdacht erhärten oder zerstreuen. Seine Aussagekraft steigert sich, je kleiner die Grundgesamtheit der in Frage kommenden Urheber wird – im Beispiel ist diese mit 10 Millionen sehr groß –, jedoch nur so lange, wie sichergestellt werden kann, dass der Urheber der Spur noch in der Grundgesamtheit enthalten ist. Damit von einer Übereinstimmung auf eine Urheberschaft geschlossen werden kann, muss zuerst ein Kreis von Menschen gefunden werden, der objektiv in Frage kommt. Außerdem muss geprüft werden, ob der Täterkreis Personen mit DNA-Markern enthält, die dasselbe Vergleichsergebnis erzielen. Um die Sicherheit weiter zu erhöhen, kann versucht werden, die Fehlerrate des Tests zu senken.

## Psychologische Ergebnisse
Psychologische Experimente haben gezeigt, dass die Einschätzung der Wahrscheinlichkeit einer bestimmten statistischen Variable stark verzerrt wird und von der Prävalenz abweicht, sofern zuvor andere Eigenschaften des zu beurteilenden Falls bekannt waren, auch wenn diese keinen Vorhersagewert oder erklärenden Wert für das Auftreten von A besitzt.
Nach Daniel Kahneman und Amos Tversky ist dieser Befund durch die Repräsentativitätsheuristik zu erklären. Richard Nisbett hat dafür argumentiert, dass  Attributionsfehler wie z. B. der correspondence bias auf dem Prävalenzfehler beruhen: Die komplexe Prävalenzwahrscheinlichkeit eines Verhaltens in einer Situation wird zugunsten der einfacheren dispositionalen Attribution ignoriert.